# 萨帕德比泽

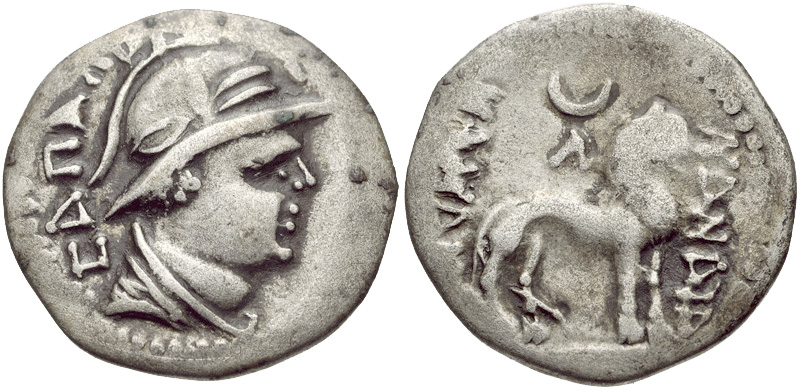
月氏王子萨帕德比泽斯（约公元前20-1年）的硬币。

萨帕德比泽斯（Σαπαδβιζης/Sapadbizes），也称为Sapalbizes或Sapaleizis，是西巴克特里亚的一个统治者，有时与月氏有关。他只通过他的硬币而知名，这些硬币非常稀有，约可追溯到公元前20年至公元20年之间。有两个线索为这位统治者提供了大致的日期。他被认为是在帕提亚的弗拉特斯四世（Phraates IV）之后重铸硬币的；其次，他的硬币使用的是优质银。这将他置于弗拉特斯四世（公元前40年）之后，并且在印度西北部硬币贬值（公元20年）之前。他并不是其王朝中唯一已知的统治者。其他一些硬币暗示萨帕德比泽斯之前至少还有一位，可能还有两位其他统治者。萨帕德比泽斯和这些其他统治者很可能是入侵巴克特里亚的部落的后裔，他们模仿了最后一位希腊-巴克特里亚国王的硬币。虽然从硬币和中国史料中可以清楚地看出，此时萨帕德比泽斯是帕提亚的盟友或附庸，但关于萨帕德比泽斯之后的继承情况一无所知。然而，学者们推测，他的王国可能在约公元30年被丘就却（Kujula Kadphises）征服，并被并入了贵霜帝国。
在蒂拉丘地（Tillya Tepe）的墓地中发现了一枚萨帕德比泽斯的硬币。